# ۴۲۸ (قمری)
۴۲۸ (قمری)، چهارصد و بیست و هشتمین سال در گاهشماری هجری قمری است. اول محرم این سال برابر با سی و یکم اکتبر سال ۱۰۳۶ میلادی است.

## درگذشتگان
- اول رمضان - ابن سینا در همدان (برابر جمعه ۲ تیر ۴۱۶)

## وابسته
- ابن سینا
- دانشنامه علائی
- ابوالحسن مهیار دیلمی